# Кайёмраваам
Кайёмраваам — река на Дальнем Востоке России, приток реки Мечкерёва. Протекает по территории Анадырского района Чукотского автономного округа. Длина реки — 36 км. Образуется слиянием левой и правой составляющих: Левый Кайёмраваам и Правый Кайёмраваам. Иногда Левый Кайёмраваам считается за главным руслом. Устье на 57 км по левому берегу р. Мечкерёва (Емраваам, Ёмраваам).

## Притоки
- Висячий — ручей, правый приток р. Правый Кайёмраваам
- Зимник — ручей, правый приток р. Левый Кайёмраваа
- Луговой — ручей, левый приток р. Левый Кайёмраваам
- Многоисточная — река, правый приток р. Левый Кайёмраваам
- Копыточная — река, левый приток р. Кайёмраваам
- Озёрная — река, правый приток р. Кайёмраваам
- Олений — ручей, левый приток р. Кайёмраваам
- Родниковый — ручей, левый приток р. Левый Кайёмраваам
- Серный — ручей, левый приток р. Кайёмраваам
- Угольный — ручей, левый приток р. Левый Кайёмраваам

## Горы
- Рубеж — гора, юго-восточнее Анюйского хребта, на правом берегу нижнего течения р. Кайёмраваам
- Серая — гора, юго-восточнее Анюйского хребта, северо-восточнее устья р. Кайёмраваам
- Солдатская — гора, юго-восточнее Анюйского хребта, северо-западнее устья р. Кайёмраваам
- Умкыней — гора, вдоль западного склона течёт Левый Кайёмраваам

## Другие объекты
Трёх Озёр — урочище, в междуречье Правый Кайёмраваам-Левый Кайёмраваам